# Mauro-Giuseppe Lepori
Mauro Giorgio Giuseppe Lepori  (Lugano, 8 de março de 1959) é um monge cisterciense suíço, 12.º Abade Geral da Ordem Cisterciense da observância comum.

## Biografia
Mauro-Giuseppe Lepori viveu sua infância na cidade de Canobbio. Depois de terminar o ensino médio, ele se juntou a Universidade de Freiburg, onde obteve uma licença de completar os estudos em filosofia em 1982. Dois anos depois, em 1984, ele entrou para a Abadia de Hauterive. Depois de seu noviciado, pronunciou os votos monásticos em 17 de maio de 1986 e fez sua profissão solene em 1989. Um ano depois, ele completou seus estudos em teologia, também na Universidade de Friburgo e recebeu a ordenação presbiteral em 10 de junho de 1990.
Em 16 de maio de 1994, foi nomeado abade e recebe a bênção abacial em 29 de junho de 1994. Ele se tornou o 59 º abade-padre da abadia sucedendo Bernhard Kaul. Ele escolheu o lema da abadia: "Caritas Christi omnia", que se traduz como "O amor de Cristo para todos".
Em 2005, tornou-se membro do Conselho do Abade Geral e do Sínodo da Ordem em Roma. Em 2 de setembro de 2010, ele foi eleito 12.º  Abade Geral da Ordem Cisterciense e sucedeu a Mauro-Daniel Esteva y Alsina.
Em novembro de 2020 foi proposto pelo Papa Francisco como Bispo da Diocese de Coira, mas sua candidatura foi rejeitada pelos membros do capítulo da catedral de Coira, responsável final pela eleição do bispo diocesano.

## Publicações

### Em italiano
- L'amato presente. Marietti 2002, ISBN 88-211-6326-1.
- Il Mistero è pasquale. Marietti 2006, ISBN 88-211-6345-8.
- Fu invitato anche Gesù. Cantagalli 2006, ISBN 88-8272-269-4.
- Sorpresi dalla gratuità. Cantagalli 2007, ISBN 978-88-8272-321-7.
- La vita si è manifestata. Marietti 2008, ISBN 978-88-211-6934-2.
- Fu invitato anche Gesù. Conversazioni sulla vocazione famigliare. Cantagalli 2010, ISBN 978-88-827-2269-2.
- Simone chiamato Pietro: Sui passi di un uomo alla sequela di Dio. Cantagalli 2015, ISBN 978-88-687-9103-2.
- Si vive solo per morire? Cantagalli 2016, ISBN 978-88-6879-377-7.
- Aderire a Cristo Cantagalli, 2015
- Seguire Cristo Cantagalli 2015
- Irradiare Cristo Cantagalli 2017
- Innamorarsi di Cristo Cantagalli 2017
- «Cristo, vita della vita» Tracce 2022.

### Em alemão
- Simon Petrus. Paulusverlag Fribourg 2008, ISBN 978-3-7228-0755-3.
- Simon Petrus. Paulusverlag Fribourg 2009, ISBN 978-3-7228-0753-9.
- Von der Freude, sich Gott zu nähern: Beiträge zur cisterciensischen Spiritualität. Be&Be-Verlag 2010, ISBN 978-3-902694-11-9, zusammen mit Wolfgang Buchmüller (Herausgeber) und anderen